# Wappinger konfederacija
Wappinger, ime za grupu plemena, pleme i labavi plemenski savez američkih Indijanaca jezičnog roda Algonquian, čiji su dom bile šume New Yorka i Connecticuta uz istočnu obalu Hudson Rivera od Manhattan Islanda do Poughkeepsie i istočno do doline donjeg Connecticuta. -Wappinger Indijanci bili su konfederacija plemena Wappinger iz okruga Dutchess u New Yorku; Manhattan;  Weckquaesgeeks (Wecquaesgeek); Sint-Sink; Kitchawong ili Kitchawank; Tankiteke; Nochpeem; Siwanoy; i Mattabesec ili Mattabesic. 

## Ime
Korijen imena je u nazivima Abenaki i Wampanoag Indijanaca, čije je značenje  'istočnjaci' . U jeziku Natick Indijanaca wampan-ohke = eastern land. 

## Plemena
Wappinger su bili savez plemena ali o broju plemena koja su bila u njemu mišljenja se razilaze. Eminentni stručnjak za Indijance, Englez i antropolog Frederick Webb Hodge 
(1864–1956) navodi sljedeća plemena: Wappinger proper, Manhattan, Wecquaesgeek, Sintsink, Kitchawank, Tankiteke, Nochpeem, Siwanoy i Mattabesec. Swanton među ovim imenima ne spominje Manhattane, nego ih pod imenom Rechgawawanc vodi kao jedno od plemena Unami Indijanaca iz grupe Delawara, a Lee Sultzman kao pleme saveza Metoac. Evan T. Pritchard, dijelom Micmac Indijanac, kaže da se Manhattani vode ponekad kao Wappingeri, ponekad kao Munsee, i navodi među njima više imena bandi i sela. 
- Kitchawank, sjeverni dio Westchester County i između Hudson River i Connecticuta.
- Manhattan (Rechgawank),
- Mattabesec. Ova grupa sastoji se od sljedećih plemena:
  - Hammonasset, zapadno od Connecticut River Conn., na ušću.
  - Massaco, na mjestu današnjih gradova Simsbury i Canton na Farmington River, Connecticut.
  - Menunkatuck, na mjestu današnjeg grada Guilford, Conn.
  - Paugussett, na istoku kruga Fairfield County i zapadu New Haven County, Conn.
  - Podunk, na istoku Hartford County, Conn., istočno od Connecticut River.
  - Poquonock, gdje su današnji gradovi Windsor, Locks, i Bloomfield, Hartford County, Conn.
  - Quinnipiac, središnji dio New Haven County, Conn.
  - Sicaog, u Hartford i West Hartford, Conn.
  - Tunxis, na jugozapadu Hartford County, Conn.
  - Wangunk, obje obale Connecticut River od grada Hartford pa do Haddama.
- Nochpeem, na jugu Dutchess County, N. Y.
- Sintsink,  između rijeka Hudson, Croton, i Pocantico.
- Siwanoy, u Westchester County i dijelu Fairfield County, Conn., između Bronx i Five Mile Rivera. Oni govore R-dijalektom, a sastoje se po Pritchardu od bandi: Conangungh, Shippa (danas New Rochelle), Wanaqua, ("Sassafras") the Siwanoy, Snakapins ("Between River and Water" Throgs Neck, Bronx), Mishow, Chappaqua ("A Separate Place" ) i Asumsowis.
- Tankiteke, uglavnom u Fairfield County, Conn., između Five Mile River i Fairfield i u unmutrašnjost do Danbury i dalje u Putnam i Dutchess Counties, N. Y.
- Wappinger, Poughkeepsie u Dutchess County, N. Y,
- Wecquaesgeek,  između Hudson, Bronx, i Pocantico Rivera.

## Povijest
Konfederacija Wappinger u ranom 17. stoljeću nastanjuje istočnu obalu rijeke Hudson sve od otoka Manhattan pa do današnjeg grada Poughkeepsie i istočno duž donjeg Connecticuta. Plemena iz Connecticuta, nazivani Mattabesec ili Mattabesic i pleme Recgawawanc ili Manhattan, Sultzman i Swanton ne drže ih dijelovima konfederacije, ne osvrćući se na autoritet Hodgea. Razlog neslaganja Swantona s Hodgeom je vjerojatno u činjenici što tijekom rata s Nizozemcima od 1640. do 1645. otpor pružaju tek zapadna pleme Wappingera, a ne i plemena Mattabesec. Kolonizacijom Connecticuta istočni članovi konfederacije prodaju svoju zemlju i priključuju se nadvladanim plemenima u Scaticooku u Connecticutu i u Stockbridgeu u Massachusettsu, a manji dio odlazi i u Kanadu. Zapadna plemena ulaze u rat 1640. i nakon pet godina su savladani. Oko 1,600 Wappingera i pripadnika saveznih plemena ubijeno je 1645. Jedanaest godina kasnije 1656. i 1692. pogađaju ih i boginje. Preživjeli će u međuvremenu od 1683. do 1685. prodat svoja područja istočno od Hudsona i pridružiti se 1756. plemenu Nanticoke što je živjelo pod zaštitom Irokeza u Chenangu kod Binghamtona u New Yorku, da bi se konačno pomiješali s Delawarcima. Dio Wappingera još je nešto prije samog početka Američke Revolucije ostao živjeti u okrugu Dutchess. 
Wappingeri se danas vode kao nestali. Njihovih potomaka trebalo bi biti među plemenima Delaware, Nanticoke, Scaticook i Stockbridge.

## Etnografija
Wappingeri pripadasju kulturnom području Sjeveroistočnih šuma, gdje su živjeli polusjedilačkim načinom života, krećući se sezonski između utvrđenih mjesta u potrazi za izvorima hrane. Najviše su pak ovisili o uzgoju kukuruza, što je ženski posao, dok su muškarci zalihe nadopunjavali lovom i ribolovom.
Svako Wappinger pleme sastojalo se od više bandi predvođenih sachemom i plemenskim vijećem staraca. 

## Vanjske poveznice
- Who were the Wappinger Indians?  Arhivirana inačica izvorne stranice od 13. studenoga 2006. (Wayback Machine)
- Lee Sultzman, Wappinger History
- Frederick Webb Hodge, Wappinger Indian Tribal History
- The Wappinger Indians  Arhivirana inačica izvorne stranice od 5. siječnja 2007. (Wayback Machine)